# رابرت فلری
رابرت فلری (فرانسوی: Robert Florey‎؛ ‏ ۱۴ سپتامبر ۱۹۰۰ – ۱۶ مهٔ ۱۹۷۹) بازیگر و کارگردان اهل فرانسه بود. از فیلم‌هایی که وی در آن نقش داشته است، می‌توان به شیپ کافه، رابین هود و از این طرف لطفاً اشاره کرد.